# Annuitetslån

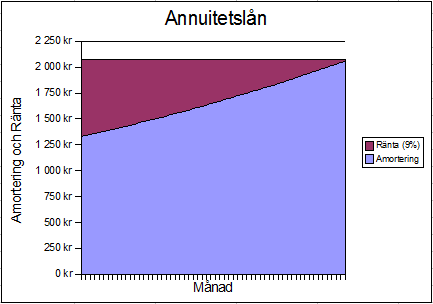
Det månatliga annuitetsbeloppets uppdelning i ränta och amortering. Avser ett lån på 100 000 kr med 5 års löptid till 9% årsränta.

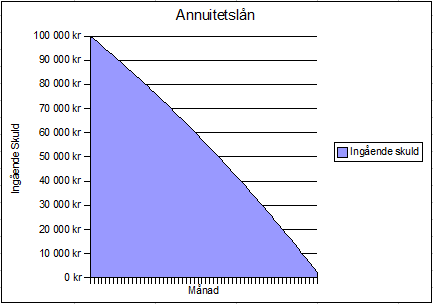
Den återstående skulden på ett annuitetslån minskar inte linjärt. Figuren avser samma lån som ovan.

Annuitetslån är en låneform där låntagaren periodiskt erlägger ett fast belopp, annuitet eller annuitetsbelopp, för ränta och amortering tillsammans. Till skillnad från andra låneformer så varierar inte bruttoutgiften för avbetalningar och lånekostnader under lånets löptid.
Annuitet kommer från latinets annuus, årlig, via franskans annuité, årlig avbetalning. Periodiciteten kan i praktiken vara vilken som helst, även exempelvis månad eller kvartal.
Eftersom beloppet vid varje betalning är konstant, så varierar både räntan och amorteringsdelen under löptiden. Som för alla låneformer med återkommande avbetalningar, så minskar räntekostnaden efter hand, i takt med att det räntegrundande lånebeloppet sjunker. Amorteringsdelen stiger därmed för varje betalning.
En konsekvens av detta blir att skulden inte minskar linjärt, som vid rak amortering. Istället minskar skulden jämförelsevis långsammare i början och snabbare efter hand. Den sammanlagda räntekostnaden under lånets hela löptid blir därför högre, även om skillnaden kan vara liten vid korta lån.
Om låntagaren kan göra avdrag för ränta, kommer de faktiska utgifterna i lånets början vara lägre, vilket kan vara gynnsamt.
För en jämförelse med andra låneformer, se Amortering.

## Vid ändrad ränta
Om räntan ändras under lånets löptid finns det två sätt att justera amorteringen med hänsyn till detta. Antingen kan annuitetsbeloppet ändras varvid återbetalningstiden bibehålls – detta kallas äkta annuitet eller ändrad annuitet – eller så ändras avbetalningstiden och annuitetsbeloppet förblir detsamma, vilket kanske är det vanligaste. Detta kallas falsk annuitet eller bibehållen annuitet.

## Andra faktorer som påverkar de reella utgifterna
Även om räntesatsen inte ändras under löptiden så kan ränteavdrag, uppläggs- och aviavgifter, penningvärdesförändringar etc. göra att den reella kostnaden för inbetalningar ändrar sig under lånets löptid.

## Beräkningar
En annuitetsberäkning kan endast genomföras vid fast ränta och fastställd löptid. Det är en beräkning av det fasta belopp som skall erläggas under ett antal perioder (månadsvis, kvartalsvis, halvårsvis och så vidare) för att det ursprungliga kapitalet (eller del av detta kapital) skall vara återbetalat vid den sista betalningen.
Metoden är nära besläktad med en nuvärdesberäkning. Den används även inom företagsekonomisk finansieringskalkyl, och kallas då annuitetsmetoden. Istället för begreppen lånebelopp och räntesats nedan, används då investeringskostnad och internränta.
För att beräkna annuiteten (A) behövs:
- S0 = Lånebelopp. Skuld vid löptidens början.
- p = Räntesats för perioden. En årsränta måste delas med antalet betalningsperioder per år (12 för månader, 4 för kvartal, etc). En årsränta på 9% ger alltså en månatlig räntesats på 0,0075 (=0,75% = 9%/12).
- n = Antal betalningar under lånets löptid. Månatlig amortering ger 60 (=12*5) betalningar för ett lån på fem år.

{\displaystyle A=S_{0}\times {{p(1+p)^{n}} \over {(1+p)^{n}-1}}=S_{0}\times {p \over {1-(1+p)^{-n}}}}
För att beräkna annuiteten i bildexemplet till höger, 100 000 kr till 9% årsränta över 5 år, blir alltså beräkningen:
{\displaystyle A=100000\times {{0,0075\times 1,0075^{60}} \over {1,0075^{60}-1}}\approx 2075,84}
Ovanstående formel utgår ifrån att alla betalningsperioder är lika långa. I verkligheten kan detta behöva justeras för den första, och eventuellt även den sista, perioden, om någon eller båda av dessa inte överensstämmer med den kalkylerade.
Formeln gäller då betalning sker i slutet av varje period. Kalkylen påverkas av om periodbeloppet erläggs i början eller i slutet av perioden. Vid betalning i början av perioden utgör den första betalningen endast en amortering eftersom ingen ränta ännu hunnit utgå. S0 kan i sådana fall räknas ner med en amortering.
Om räntesatsen ändras under lånets löptid, måste periodbeloppet omräknas om återbetalning skall ske inom överenskommen tid. Om periodbeloppet inte räknas om, måste tiden för återbetalning i stället justeras.

## Kalkylprogram
I kalkylprogram finns det ofta en färdig funktion för beräkningen av annuitetsbeloppet. I de svenska versionerna av Microsoft Excel och LibreOffice Calc heter denna funktion BETALNING. Det finns även en metod för att beräkna amorteringsdelen av annuiteten för en given period, AMORT. Resultatet av dessa är negativt.
BETALNING(räntesats;löptid;lånebelopp)
AMORT(räntesats;period;löptid;lånebelopp)
Löptiden ska i båda fallen ovan anges i antal perioder. Räntesatsen är per period.